# Heilig Hart van Maria-instituut
Het Heilig Hart van Maria-instituut is een school voor secundair onderwijs in het Vlaamse 's-Gravenwezel, deelgemeente van Schilde, met een geschiedenis die teruggaat tot 1828.

## Oprichting school
In 1820 was in Vorselaar een meisjesschool opgericht op initiatief van gravin van de Werve-della Faille in samenwerking met de jezuïet Lodewijk Donche. Dit betekende tegelijk het ontstaan van de Zusters der Christelijke Scholen van Vorselaar. Gravin Carolina Roose de Baisy, echtgenote van baron Philippe Gillès, van het grote kasteel van 's-Gravenwezel, was door haar huwelijk verwant met de familie Van de Werve de Vorsselaer en vernam van het initiatief. Het inspireerde haar om een soortgelijke katholieke school te 's-Gravenwezel op te zetten. Ze kreeg van de aartsbisschop van Mechelen, monseigneur de Méan, toestemming om dit in het geheim te doen - tijdens het Hollands bewind was dit niet officieel toegestaan. Ze vroeg eveneens steun aan Lodewijk Donche. Deze zond drie juffrouwen of zusters. Op 2 juni 1828 werd in het Grauwenhofke de stichting "Huys van het Heilig Hart van Maria" opgestart en al op 14 juni werden de eerste lessen gegeven. Op 5 augustus kwam een vierde juffrouw toe. De juffrouwen waren in feite kloosterlingen die afhingen van het moederhuis in Vorselaar. De school was eigenlijk bedoeld voor meisjes, maar jongens werden toegelaten tot hun eerste communie.
Het opstarten van de school ging gepaard met moeilijkheden: de leerlingen van de gemeenteschool gingen bijna allemaal over naar de nieuwe katholieke school. Gezagsdragers dienden daarop een klacht in bij de provinciale commissie voor het onderwijs. Naast het leeglopen van de gemeenteschool werd aangehaald dat de onderwijzeressen geen bevoegdheid hadden om les te geven, met uitzondering van godsdienst en handwerk, wat slecht was voor de bevolking. Het provinciebestuur antwoordde dat niets gedaan werd wat tegen de wet was. Vervolgens liet de gouverneur een bijkomend onderzoek doen om na te gaan of de onderwijzeressen geen kloosterlingen waren. Onder Willem I der Nederlanden was dit niet toegelaten. Als antwoord werd gegeven dat de onderwijzeressen dienstboden van heet kasteel waren. Hiermee werd genoegen genomen. Er volgden nog meer kritische vragen, maar bij de onafhankelijkheid van België waren de moeilijkheden van de baan.

## Klooster
Nadat de spanningen met het Holland bewind voorbij waren, ontstonden spanningen tussen de kloostergemeenschap en Lodewijk Donche. Deze laatste wou vooral een congregatie voor kloosterzusters uitbouwen, met een vaste kloosterregel die overal gelijk zou zijn en als taken onderwijs aan volkskinderen en thuisverzorging van arme zieken. Het opvang bieden aan wezen en het aanbieden van een pensionaat hoorden daar niet bij. De gemeenschap in 's-Gravenwezel stond echter nog steeds onder het gezag van de stichteres, gravin Gillès-Roose, die vooral als doel zag de gemeenschap ten dienste te stellen van de armen van 's-Gravenwezel, ook via het aanbieden van een pensionaat. Omdat het nieuwe gebouw groot genoeg was, werd besloten enkele arme kinderen of wezen op internaat te nemen en daarnaast nog enkele alleenstaande bejaarde vrouwen. Over deze meningsverschillen werden verschillende brieven geschreven.
De congregatie van Lodewijk Donche werd goedgekeurd tussen december 1833 en mei 1834. De zusters van alle huizen mochten hun geloften afleggen, ook die van 's-Gravenwezel. Dit leidde echter niet tot meer toenadering. De houding van Donche verscherpte, zodat kardinaal Sterckx een bemiddelaar aanstelde in de persoon van Martinus Dom, toen nog prior van de abdij van Westmalle. Hierop volgde een tijdelijke scheiding van de huizen van 's-Gravenwezel en Vorselaar en deze ging over in een definitieve afscheiding.
In 1840 startte de bouw van een nieuw klooster - het klooster van de Zusters van het Heilig Hart van Maria - en een nieuwe school dichter bij de kerk, op de huidige locatie achter de pastorie. Op 9 november 1841 werd die in gebruik genomen. In een brief van 8 juni 1843 schreef kardinaal Sterckx dat de onafhankelijkheid van de gemeenschap tegenover Vorselaar een feit was. Hij liet een eigen regel opstellen door de trappist Ludovicus van de Ven, van de abdij van Westmalle. In 1845 was de regel klaar, maar pas op 28 mei 1850 werd deze goedgekeurd. Dit was de officiële oprichting van de Congregatie der Christelijke Scholen van het Heilig Hart van Maria of de Zusters van het Heilig Hart van Maria. Enkele dagen later, op 9 juni 1850, overleed gravin Roose de Baisy.
In 1853 kreeg de congregatie de toestemming om de overleden religieuzen op het kloosterdomein te begraven. Op 2 juli 1853 werd de begraafplaats achter de kapel gewijd.

## Gebouwen en schooluitbreiding
Van juni 1828 tot december 1830 bevond de school zich in het Grauwhofke en van december 1830 tot november 1841 in Hof ter Linden. Hier werd het internaat opgestart, evenals een bejaardenafdeling. Deze laatste bleef waarschijnlijk slechts bestaan tot 1840. In 1841 werd verhuisd naar een nieuw gebouw op de huidige locatie aan de Oudaen. In 1850 werd de kapel ingewijd. In 1871 werd een grotere kapel in neoromaanse stijl ingezegend, samen met het kerkhof dat een beetje verlegd was.
In 1845 volgde de opening van het internaat "Pensionnat de Sacré Cœur de Marie", in 1866 de bouw van de eerste dorpsschool en in 1897 de landbouwhuishoudschool. De Vrije Middelbare Landelijke Huishoudschool werd in 1898 officieel erkend. In 1931 volgt de Vrije Beroepsschool voor Meisjes, in 1956 werden de Vrije Middelbare Landelijke Huishoudschool en de Vrije Beroepsschool voor Meisjes gefusioneerd tot het Heilig Hart van Maria-instituut met behoud van alle studierichtingen.
Het "pensionaat van 's-Gravenwezel" kende in de negentiende en twintigste eeuw een grote uitstraling en trok jonge meisjes aan uit heel de Kempen. Later is de school geëvolueerd tot een modern instituut. In de 21e eeuw is er geen internaat meer en biedt de school enkel nog technisch secundair onderwijs en beroepssecundair onderwijs.

## Uitbreiding naar andere vestigingsplaatsen
De eerste uitbreidingen waren in Schilde, waar reeds in 1878 een meisjesschool werd geopend.

In 1929 werd door vier zusters van 's-Gravenwezel een school voor lager onderwijs en kleuteronderwijs geopend in Emblem. In 1973 werd deze school overgedragen aan leken.

In 1936 openden ze een school in Evere. Deze groeide snel zodat een zowel Franstalig als Nederlandstalig onderwijs kon aangeboden worden. In 1974 werd deze school toevertrouwd aan leken.

Ook in 1936 werd een school in Mechelen geopend en een school in Gelrode overgenomen. Deze laatste werd in 1967 overgenomen door de parochie.

In 1938 startten ze een school in Zaventem, in 1944 in Nossegem, in Edegem en in Sterrebeek.